# Breakthrough Initiatives
Breakthrough Initiatives est un programme de recherche de vie extraterrestre financé par Yuri Milner et endossé par plusieurs scientifiques, dont Stephen Hawking,,,. Annoncé en juillet 2015 avec un budget de 100 millions de dollars américains, il serait l'initiative la plus sérieuse entreprise à ce niveau à ce jour.
Initialement divisé en deux, le programme s'est vu ajouter le 12 avril 2016 un troisième projet nommé Starshot : 
- Breakthrough Listen, qui observera pendant 10 ans environ un million d'étoiles situées dans des systèmes planétaires « à proximité » de la Terre[1],
- Breakthrough Message, visant à transmettre un message à partir de la Terre[5].
- Breakthrough Starshot, visant à envoyer des milliers de micro-sondes à voile solaire d'environ un gramme chacune à destination d'Alpha du Centaure, le système stellaire le plus proche de nous.

Le projet prévoit d'utiliser des milliers d'heures d'observations sur deux radiotélescopes d'importance : celui de l'observatoire de Green Bank et celui de l'observatoire de Parkes. Le projet prévoit également des collaborations avec l'Automated Planet Finder de l'Observatoire Lick ainsi qu'avec les projets Search for Extra-Terrestrial Intelligence (SETI) et SETI@home pour le traitement des données. D'ailleurs, le fondateur de SETI Frank Drake est l'un des scientifiques rattachés au projet,.